# Alexander Brenner (Mediziner)
Alexander Brenner (* 22. Februar 1859 in Wien; † 27. Oktober 1936 in Linz) war ein österreichischer Arzt.

## Leben
Alexander Brenner wurde als Sohn eines Fleischhauers in Wien geboren und studierte Medizin an der Universität Wien (Promotion 1882). Er war Demonstrator der Anatomie und Schüler von Theodor Billroth und Dittel, der Begründer der Urologie in Wien. 1888 wurde Brenner zum Primar am AKh Linz als Nachfolger des verstorbenen Primars Dirnhofer ernannt. Brenner war maßgeblich für den Ausbau des Allgemeinen Krankenhauses Linz verantwortlich und führte 50.000 Operationen in ca. 40 Jahren durch. Er war ärztlicher Direktor des AKh, bis 1928 Leiter der chirurgischen Abteilung und Leiter der Rettungsgesellschaft. Brenner hat die moderne Chirurgie in Oberösterreich eingeführt.
Weiters war Brenner Obmann und Förderer des ÖTB Linz. Brenner besaß ein Haus in der Linzer Bismarckstraße und ein Landhaus in Nußdorf am Attersee.
Sein Sohn Axel Brenner war ebenfalls Arzt und Direktor des AKh Linz.

## Auszeichnungen
- Titel Regierungsrat
- Brennerstraße in Linz
- Brennerweg in Eidenberg
- Dr.-Alexander-Brenner-Haus des ÖTB auf der Gis (Lichtenberg)
- Brenner-Büste von Bildhauer Forstner aus 1927, im Foyer des Bau D des Kepler Universitäts Klinikums Linz, Med Campus III (früher AKh)